# Roscoe Mitchell
Roscoe Mitchell (Chicago, 3 agosto 1940) è un sassofonista, flautista e compositore statunitense di musica jazz e sperimentale.
È stato uno degli artisti più attivi e autorevoli dell'AACM (Association for the Advancement of Creative Musicians), collettivo di Chicago fondamentale per lo sviluppo del jazz d'avanguardia. Per le sue doti compositive e la sua intelligenza nell'improvvisazione è considerato uno dei musicisti più innovativi della sua generazione.

## Biografia
Nato a Chicago, cominciò a suonare clarinetto e sax durante gli studi superiori esibendosi nella band della scuola prima, poi nell'orchestra dell'esercito in Germania durante il servizio militare. Tornato a Chicago nel 1961 fondò un sestetto insieme a Henry Threadgill e Joseph Jarman con i quali suonò musica sperimentale, sino al suo ingresso nella Experimental Band of Chicago di Muhal Richard Abrams, un cruogiolo di musica d'avanguardia al quale si sarebbe ispirato il free jazz di Chicago.
Nel 1965 fu un socio fondatore dell'AACM e nel 1967 fondò la Roscoe Mitchell Art Ensemble con il contrabbassista Malachi Favors, il trombettista Lester Bowie, il sassofonista Maurice McIntyre e il batterista Philip Wilson ai quali si aggiunse successivamente Joseph Jarman, in serate e concerti nei club della città. In questo periodo ci fu anche il suo debutto discografico con l'album Soud che decretò il suo allontanamento dalla musica sperimentale allora suonata a New York.
Dal 1969 al 1971 la Roscoe Mitchell Art Ensemble, che nel frattempo era diventata Art Ensemble, durante un soggiorno a Parigi, cambiò nome nuovamente per diventare Art Ensemble of Chicago. La gestazione di questo stupefacente gruppo è rintracciabile nel set di dischi della casa discografica Nessa records nei titoli The Art Ensemble.
Tornato a Chicago nel 1971 Mitchell seppur ormai musicalmente maturato ha continuato a sviluppare una straordinaria gamma di progetti, compresi recital come solista, duetti e dal 1990 escursioni nella musica classica, suonando con la rifondata Art Ensemble of Chicago anche dopo la morte di Lester Bowie.
Le sue doti compositive, l'intelligenza nella improvvisazione degli assolo unite alla sua rara capacità di sviluppare la musica in direzioni diverse e sempre nuove, ne hanno fatto uno dei musicisti principali del free Jazz della sua generazione.